# 洛朗·加梅
洛朗·加梅（法語：Laurent Gamet，法語發音：[lɔɾə game]；1973年8月7日—）是法国法学家、学者和律师。他的工作重点是法国的劳动法，但也擅长比较法（尤其是意大利和非洲法语国家的比较法）。

## 生平
他于 2001 年在意大利获得私法博士学位。目前，他在巴黎高等大学担任劳动法教席 (Université Paris-Est)，是该校的全职教授。他还当选为法学院院长，负责培训和研究工作。

### 職務生涯

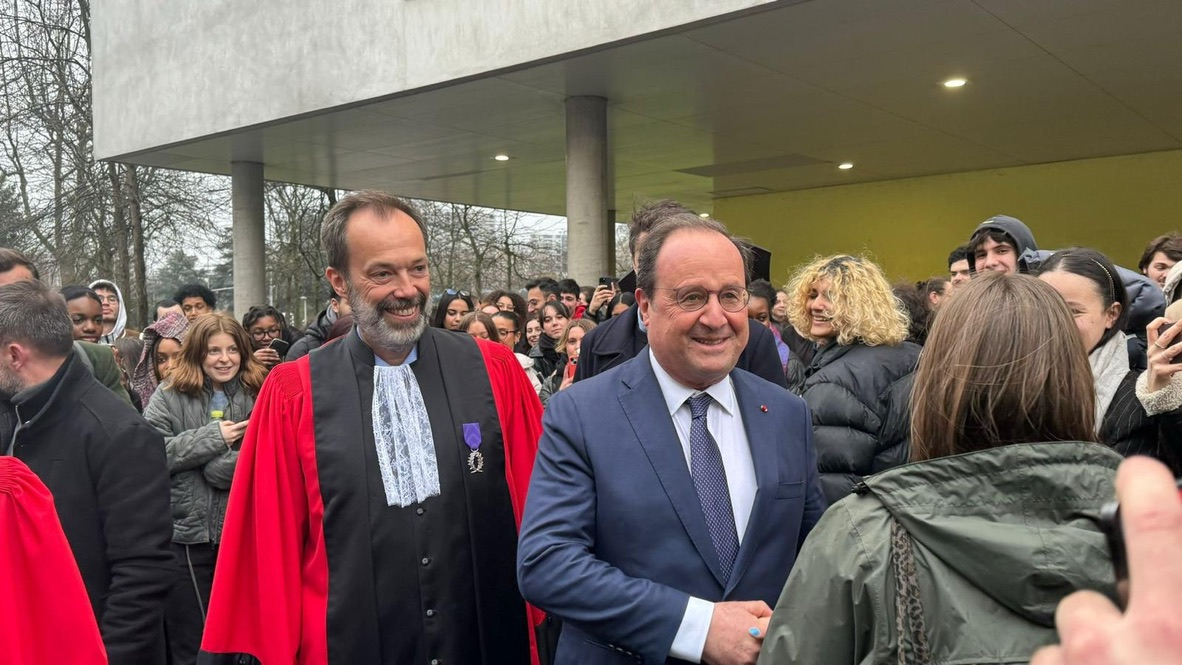
洛朗-加梅院长与法国前总统弗朗索瓦-奥朗德合影

他是巴黎律师协会成员，并在巴黎上诉法院执业。他是 1869 年成立的法国比较立法协会（Société de législation comparée）社会法部门的负责人。他用法文和意大利文撰写了约十部著作，并撰写了数百篇学术论文，其中一些文章采用了中法劳动法比较的方法。
他还曾在欧洲多所大学（特别是意大利佛罗伦萨、那不勒斯等）和非洲法语国家的大学（塞内加尔、多哥、科特迪瓦等）担任客座教授。
他为法国主要日报《世界报》撰写文章，也是法国信息电台的定期撰稿人。

## 勋章奖章
- 法国学术棕榈骑士勋章（2022 年）